# ますいさくら
ますい さくら（1968年10月6日 - ）は、元ホリプロ所属タレント。東京・銀座のクラブの元ママ兼作家。テレビ番組にも数出演。神奈川県鎌倉市北鎌倉出身、血液型A型。
父は桝居祐三（元神奈川県議会議員）。現在は藤沢市で高谷保育園理事長、湘南台すくすく保育園理事長。
一卵性双生児の姉のますい志保 元ホリプロ所属タレントとともに、銀座に会員制クラブ「ふたご屋」を開く。オープンから数年後には3店舗に増えた。その経験を生かして出版した「銀座ママが教える『できる男』『できない男』の見分け方」（PHP研究所）はベストセラーになった。
夜の銀座でママだった女性が一念発起して、はり、きゅう、あん摩マッサージ指圧、柔道整復を東京医療専門学校で6年間学び、鍼灸マッサージ教員資格も取得。東京医療専門学校を卒業し、2021年に六本木にゴトウ花店ビル鍼灸接骨院を開業
29歳で妊娠し、英国に留学する5歳の娘の学費を稼ぐために働き続けた。娘はイギリス名門学校 Dean Close Foundation 入学。
その後、英国 University of Exeter 卒業。現在は日本で働いている。

## 略歴
- 拓殖大学外国語学部卒業、バンクーバー・コミュニティ・カレッジ留学。
- 丸紅バンクーバー支店 (ブリティッシュコロンビア州)で勤務。帰国後、LAOX免税店館で働きながら銀座デビュー。
- 呉竹学園　東京医療専門学校　鍼灸マッサージ科　鍼灸マッサージ教員養成科　柔道整復科　卒業

2021年　ゴトウ花店ビル鍼灸接骨院　院長

## 著書
- 「傷つかずになんて生きれない 16歳・繭の物語」（ポプラ社、2000）
- 「優しさに理由なんていらない 17歳・繭の物語」（ポプラ社、2000）
- 「天使になんかなりたくない 18歳・繭の物語」（ポプラ社、2001）
- 「銀座ママが教える『できる男』『できない男』の見分け方」（PHP研究所、2001）のち文庫
- 『銀座ママが教える「できる男」の口説き方』（PHP研究所、2002）のち文庫
- 「ロスト·ベイビー」（PHP研究所、2002）
- 「男と女 ウソのつき方 見抜き方」ますい志保共著（講談社、2002）
- 銀座ママが教える「できる男」「できない男」の英語術 PHP研究所 2003.1
- 「銀座ママが一番書きたかった男が勘違いしている女の口説き方」（三笠書房、2003）
- 銀座「ふたご屋」すずなりの法則 売りたいお客様に営業してはいけません PHP研究所 2004.1
- 銀座道 大人の粋な遊び方 PHP研究所 2006.12
- ココログ 顔面痙攣手術日記 ますいさくら
- シャブシャブ　覚せい剤密売人　獄中日記

ますいさくらに注目！ https://teller.jp/user/n0uvQSgr6eRfW6RajP9T4Wudxc42 | 新感覚チャット小説 テラーノベル(Teller Novel) #テラーノベル #ショートショート